# 강경발효젓갈축제
강경발효젓갈축제는 대한민국 충청남도 논산시가 주최하고 강경젓갈축제추진위원회가 주관하는 지역 축제이다.
강경금강둔치, 옥녀봉, 근대역사문화거리등 다양한 장소에서 젓갈김치 담그기, 가마솥 햅쌀밥과 젓갈시식, 강경포구 민속놀이 등 다양한 행사가 진행된다.

## 역사
매년 9~10월에 개최되는 이 축제는 1997년 10월에 처음으로 축제를 개최하였다. 2002년 국가지정 문화관광축제로 선정되었으며,문화관광부에서 선정하는 2013~2015년 최우수 축제 2016~2018년에는 우수축제로 지정되었다.

## 수상 내역
- 2002년 국가지정 문화관광축제 선정[3]
- 2013~2015년 문화관광부 최우수 축제 선정[2]
- 2016~2018년 문화체육관광부 우수축제 선정[4]